# غوستافو غيريرو
غوستافو غيريرو (بالإنجليزية: Gustavo Guerrero)‏ مواليد 22 أكتوبر 1959 في بوينس آيرس، الأرجنتين، هو لاعب كرة مضرب أرجنتيني سابق كان يلعب باليد اليسرى.

## روابط خارجية
- غوستافو غيريرو على موقع رابطة محترفي التنس (الإنجليزية)
- غوستافو غيريرو على موقع الاتحاد الدولي لكرة المضرب (الإنجليزية)
- غوستافو غيريرو على موقع خلاصة التنس.كوم (الإنجليزية)